# Chimoptesis
Chimoptesis là một chi bướm đêm thuộc phân họ Olethreutinae trong họ Tortricidae.

## Các loài
- Chimoptesischrysopyla Powell, 1964
- Chimoptesis gerulae (Heinrich, 1923)
- Chimoptesis matheri Powell, 1964
- Chimoptesis pennsylvaniana (Kearfott, 1907)